# Catalina de Schleswig-Holstein-Sonderburg-Beck
Catalina de Schleswig-Holstein-Sonderburg-Beck (23 de febrero de 1750-Berlín, 20 de diciembre de 1811) fue una hija de Pedro Augusto de Schleswig-Holstein-Sonderburg-Beck (quien era mariscal de campo ruso y gobernador de Estonia) y de su segunda esposa, la condesa Natalia Nikoláyevna Golovina.

## Matrimonio y descendencia
El 8 de enero de 1767, en Revel, contrajo matrimonio con el príncipe Iván Bariátinsky, el embajador ruso en Francia. Sus hijos fueron: Iván Ivanovitch, 20.º príncipe Bariátinsky (1772-1825) y la princesa Ana Ivanovna Bariátinskaya (1774-1825).
Para principios de la década de 1770, la pareja se había separado.
El 29 de marzo de 1800, adquirió el castillo de Friedrichfelde en Berlín, del editor y publicista Georg Jacob Decker el Joven. Con el permiso del rey, recuperó el nombre de soltera, y como duquesa Catalina de Schleswig-Holstein-Sonderburg-Beck, llevó una vida lujosa, con estrechos lazos con la familia real. Junto al castillo de Friedrichfelde, se hizo con una villa en la Pariser Platz (Plaza de París).
Aleksandr Bariátinski, el mariscal de campo ruso, fue nieto suyo.